# Viktor Sergejevič Birkenberg
Viktor Sergejevič Birkenberg (rusky Виктор Сергеевич Биркенберг; 1890, Moskva – 15. září 1938, Kommunarka) byl ruský architekt a restaurátor.

## Život
Narodil se do rodiny s německými kořeny. V roce 1913 jako student Vyšší umělecké školy při Carské akademii umění pořídil výkresy Klementského chrámu v Pskově.
V polovině 30. let pracoval ve 2. architektonickém ateliéru v Moskvě pod vedením Alexeje Ščuseva.
Dne 25. dubna 1938 byl Viktor Sergejevič zatčen a obviněn ze špionáže. 15. září téhož roku byl zastřelen a pohřben v obci Kommunarka u Moskvy. Rehabilitován byl 10. listopadu 1956.

## Dílo
- přepracování Domu vědy a kultury na Novosibirské státní akademické divadlo opery a baletu,[2] 1934-1937
- návrh budovy Akademie věd SSSR v Moskvě